# ДР Конго на Универсиадах
Демократическая Республика Конго принимает участие в Универсиадах начиная с летней Универсиады 1970 года в Турине. На зимних Универсиадах спортивная делегация Демократической Республики Конго не участвовала ни разу.
На настоящее время (после летней Универсиады 2021 и зимней Универсиады 2023) спортсмены Демократической Республики Конго на всех Универсиадах медалей не завоевали.